# Инкарнация
Инкарнация (на латински: incarnatio, de incarnatum, incarnare) или въплъщение е израз от теологията, религиозно-философска доктрина, постулираща зачеването и раждането на разумно същество (най-често човек), което е материално проявление на трансцендентно същество или сила. С други думи това е чудотворният акт, при който свещеният дух приема човешки образ.
Християнството, индуизмът, будизъмът и кабала са най-известните традиции, ползващи тази идея, в контекста на своите верски системи.